# Гай Юлий Каллист
Гай Юлий Каллист (лат. Gaius Iulius Callistus) — влиятельный грек-вольноотпущенник, живший во времена императоров Калигулы и Клавдия.
Каллист был продан и освобожден в качестве раба в доме Калигулы. Его дочь Нимфидия была любовницей Калигулы. Взлёт Каллиста, вероятно, был вызван содействием в раскрытии заговора Лепида. Он использовал полученное влияние, чтобы сделать своего друга Домиция Афра консулом, а вскоре прибавил к политическому влиянию и богатство.
После раскрытия заговора Лепида и Гетулика император Калигула сделал его главными советником. За время своего пребывания близ императора приобрёл большое влияние и богатство. Консультировал Калигулу по вопросам имперской политики и возникающих проблем, таких как многочисленные заговоры против императора. Использовал своё влияние, чтобы помочь своим друзьям, в том числе Домицию Аферу, дело об измене которого было закрыто по приказу Каллиста.
При императоре Клавдии занимал должность советника по петициям (preceptor a Libelli) и, как и при Калигуле, консультировал императора по вопросам политики. Плиний Старший отмечает, что некоторые вольноотпущенники были богаче Марка Лициния Красса, который был самым богатым человеком во времена Римской республики . В качестве примера он приводит столовую Каллиста с 30 мраморными колоннами из оникса .
Он убедил Клавдия нанять своего друга Скрибония Ларга в качестве своего личного врача. Когда Клавдий устранил Мессалину, Каллист остался в тени. Клавдий отверг Лоллию Паулину, кандидатку на брак, предложенную Каллистом . Тем не менее Каллист смог сохранить своё влияние наряду с Нарциссом и Паллантом, которое основывалось прежде всего на прямом доступе к императору.
Ему Скрибоний Ларг посвятил свой труд Compositiones (medicamentorum) (Сборники рецептов), который Каллист подарил Клавдию.
Большинство подробностей личной жизни и дальнейшей судьбы Каллиста неизвестны, хотя к концу правления Клавдия он умер.